# Marathon van Eindhoven 1999
De marathon van Eindhoven 1999 werd gelopen op zondag 10 oktober 1999. Het was de zestiende editie van deze marathon.
De Keniaan David Ngetich zegevierde bij de mannen in 2:09.24, zijn persoonlijk beste tijd. De Nederlandse Nadezhda Wijenberg was het sterkst bij de vrouwen in 2:28.45 en ook zij leverde een PR-prestatie. Tevens won zij hiermee de nationale titel, aangezien het evenement ook dienstdeed als Nederlands kampioenschap. De Nederlandse titel bij de mannen werd, evenals in de twee voorafgaande jaren, gewonnen door Luc Krotwaar, die als twaalfde in 2:17.44 over de finish kwam.
Zowel bij de mannen als vrouwen werd het parcoursrecord verbeterd.

## Uitslagen

### Mannen
| rang   | naam                   | land | tijd    | opmerkingen |
| ------ | ---------------------- | ---- | ------- | ----------- |
| Goud   | David Ngetich          | KEN  | 2:09.24 |             |
| Zilver | Dmitriy Kapitonov      | RUS  | 2:09.32 |             |
| Brons  | Leonid Shvetsov        | RUS  | 2:09.38 |             |
| 4      | Philip Tanui           | KEN  | 2:10.09 |             |
| 5      | Jackson Omweri         | KEN  | 2:12.56 |             |
| 6      | Sergey Loekin          | RUS  | 2:13.08 |             |
| 7      | Aleksander Kapitonov   | RUS  | 2:14.23 |             |
| 8      | Boubker El Afoui       | MAR  | 2:15.50 |             |
| 9      | John Maundu            | KEN  | 2:16.42 |             |
| 10     | John Kiprono           | KEN  | 2:17.12 |             |
| 11     | Benjamin Matolo        | KEN  | 2:17.12 |             |
| 12     | Luc Krotwaar           | NED  | 2:17.44 | 1e NK       |
| 13     | Francis Robert Naali   | TAN  | 2:18.51 |             |
| 14     | Ronald Schut           | NED  | 2:18.59 | 2e NK       |
| 15     | Elias Chebet Kipkosgei | KEN  | 2:19.49 |             |
| 16     | Chaham El Maati        | MAR  | 2:20.21 |             |
| 18     | Aart Stigter           | NED  | 2:23.40 | 3e NK       |
| 19     | Paul Hagedoren         | NED  | 2:24.39 | 4e NK       |
| 20     | Toon Heeren            | NED  | 2:25.55 | 5e NK       |
| 21     | Gert van Bergen        | NED  | 2:27.40 | 6e NK       |

### Vrouwen
| rang   | naam                    | land | tijd    | opmerkingen |
| ------ | ----------------------- | ---- | ------- | ----------- |
| Goud   | Nadezhda Wijenberg      | NED  | 2:28.45 | 1e NK       |
| Zilver | Wilma van Onna          | NED  | 2:34.12 | 2e NK       |
| Brons  | Galina Baruk-Kamatevich | BLR  | 2:39.14 |             |
| 4      | Mieke Pullen            | NED  | 2:39.47 | 3e NK       |
| 5      | Erica Souverein         | NED  | 2:44.46 | 4e NK       |
| 6      | Agnes Hijman            | NED  | 2:48.48 | 5e NK       |
| 7      | Diane Teygeman          | BEL  | 2:50.55 |             |
| 8      | Marleen van Reusel      | BEL  | 2:58.12 |             |
| 9?     | Anja van Vliet          | NED  | 2:58.57 | 6e NK       |

1959 ·
1960 ·
1982 ·
1984 ·
1986 ·
1988 ·
1990 ·
1991 ·
1992 ·
1993 ·
1994 ·
1995 ·
1996 ·
1997 ·
1998 ·
1999 ·
2000 ·
2001 ·
2002 ·
2003 ·
2004 ·
2005 ·
2006 ·
2007 ·
2008 ·
2009 ·
2010 ·
2011 ·
2012 ·
2013 ·
2014 ·
2015 ·
2016 ·
2017 ·
2018 ·
2019 ·
2020 ·
2021 ·
2022 ·
2023 ·
2024 ·
2025